# Alexianer-Krankenhaus Krefeld
Das Alexianer-Krankenhaus Krefeld ist ein Krankenhaus für Psychiatrie und Neurologie in Krefeld. Träger ist die Alexianer Krefeld GmbH.

## Geschichte
Das Haus wurde 1863 von den Alexianerbrüdern gegründet. 1975 wurde die Trägergesellschaft „Krankenhaus Maria-Hilf GmbH Krefeld“ gegründet. Seit 2010 heißt die Gesellschaft Alexianer Krefeld GmbH.
2006 besaß das Haus nach Erweiterung der Neurologie und Einrichtung einer stationären Rehabilitation im Zentrum für Psychiatrie 492 Planbetten/Plätze.